# Distoleon turbidus
Distoleon turbidus is een insect uit de familie van de mierenleeuwen (Myrmeleontidae), die tot de orde netvleugeligen (Neuroptera) behoort. 
Distoleon turbidus is voor het eerst wetenschappelijk beschreven door Navás in 1915.